# Arnulfo Arias
Arnulfo Arias Madrid (* 15. August 1901 in Penonomé, damals Kolumbien, heute Panama; † 10. August 1988 in Miami, Florida) war dreimal Präsident Panamas.

## Leben
Arnulfo Arias Madrid war der Bruder des ehemaligen Präsidenten Harmodio Arias Madrid. Er begann sich ab Mitte der 1920er Jahre politisch zu engagieren und nahm auch an der Revolution von 1931 teil. Er war der Gründer der Partei, die seinen Bruder 1932 an die Macht brachte. Er diente als Minister für Öffentlichkeitsarbeit und 1935/1936 als Landwirtschaftsminister. In den Folgejahren war er Botschafter Panamas in Frankreich und Großbritannien.
Während seiner ersten Amtszeit führte er in seinem Land die Sozialversicherungspflicht sowie das Frauenwahlrecht ein. Weiterhin setzte er sich für einen liberaleren Strafvollzug ein und erleichterte ausländische Investitionen. Durch die Ausgabe von Balboa-Banknoten anstelle von Dollar-Noten ab dem 2. Oktober 1941 versuchte er, die finanzpolitische Abhängigkeit seines Landes von den USA zu verringern und fiskalpolitischen Spielraum zu gewinnen. Daraufhin wurde er nur eine Woche später, am 9. Oktober 1941, durch einen von den USA unterstützten Militärputsch gestürzt. 
Der 1980 gegründete Partido Arnulfista wurde, um seiner Person Ehre zu erweisen, nach ihm benannt. Seine Witwe Mireya Moscoso wurde für die Partei 1999 zur Präsidentin des Landes gewählt.
Im Januar 2012, 23 Jahre nach seinem Tod, erhielt Arnulfo Arias Madrid ein Staatsbegräbnis und wurde in seiner Geburtsstadt Penonomé feierlich beigesetzt.

## Amtszeiten
- 1. Oktober 1940 bis 9. Oktober 1941
- 24. November 1949 bis 9. Mai 1951
- 1. Oktober bis 11. Oktober 1968

Alle drei Amtszeiten wurden durch Militärputsche beendet.